# Bagno di Diana
disegno del Pizzala, abbellano i contorni della Barriera Orientale.»
(Giacinto Longoni, Milano illustrato, album, 1852)
Il Bagno di Diana era uno stabilimento pubblico per la balneoterapia sorto a Milano presso la allora Porta Orientale, oggi Porta Venezia, nel 1842 su progetto dall'architetto Andrea Pizzala (1798-1862). Il complesso venne demolito nel 1906 per fare posto al Kursaal Diana (gennaio 1907-ottobre 1908).

## Storia

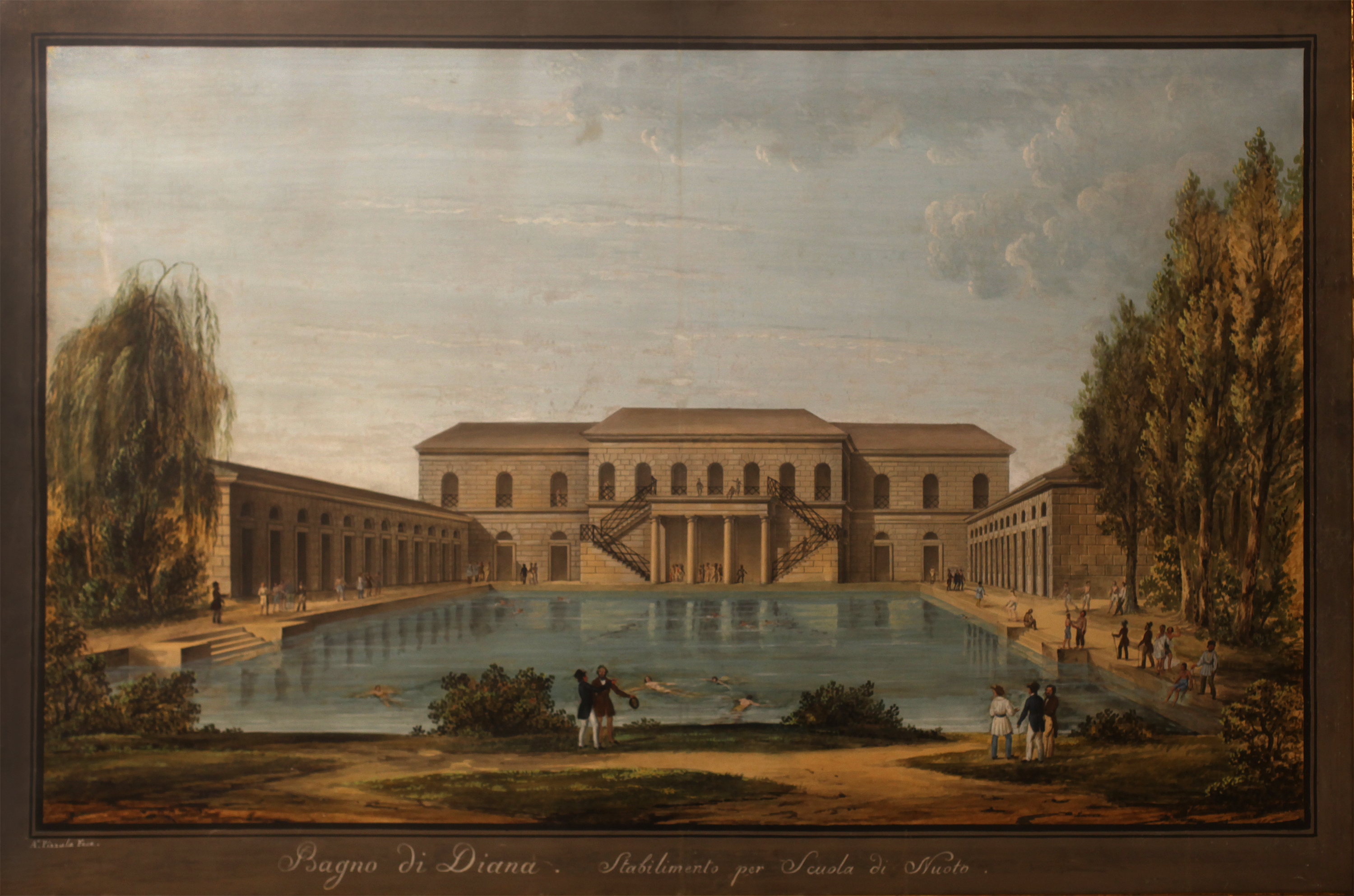
Andrea Pizzala, Il bagno di Diana, tempera e acquarello, 1842, Palazzo Morando.

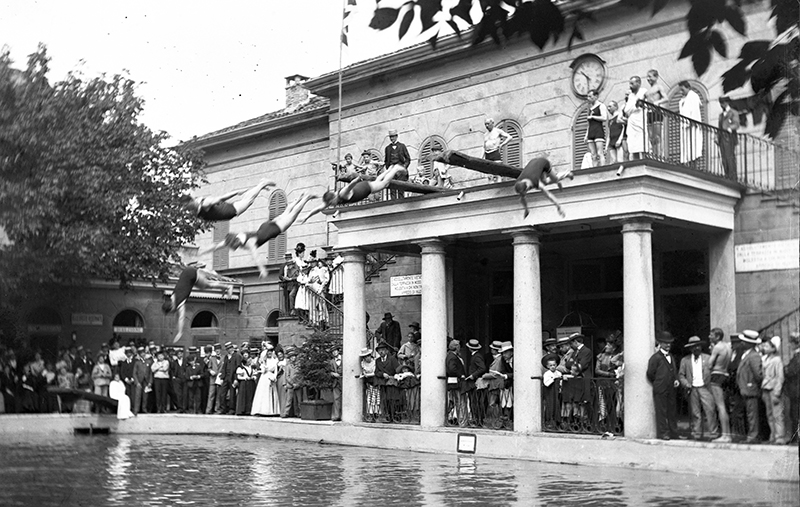
I tuffi in una foto di Leone Soldati.

Il Bagno di Diana venne ideato ed eretto da una società di azionisti condotta dal signor Giuseppe Nervo e inaugurato il 9 luglio 1842 come "stabilimento per la scuola di nuoto" ad opera dell'architetto Andrea Pizzala, già progettista della rinomata Galleria de Cristoforis (1832) e successivamente del Grand Hotel et de Milan (1850-1864). Lo stabilimento fu la prima scuola di nuoto regolarmente aperta a Milano e sorse fra le ortaglie che ancora dominavano l'area circostante Porta Orientale; il Bagno resistette alle vaste trasformazioni urbane che interessarono la zona nel corso dell'Ottocento, venendo demolito soltanto per far posto al Kursaal Diana, elegante impianto di lusso in stile tardo-liberty, realizzato nel 1908 su progetto dell'architetto Achille Manfredini.
Nel 1900 ospitò il primo Campionato italiano di tuffi, pochi anni dopo la nascita in Germania della disciplina sportiva moderna. Il campionato fu organizzato dalla Nettuno Milano, fondata da Ferdinando Bezzi nell'aprile 1898, società sportiva pioniera nei tuffi, nel nuoto femminile, e nella pallanuoto.

## Caratteristiche

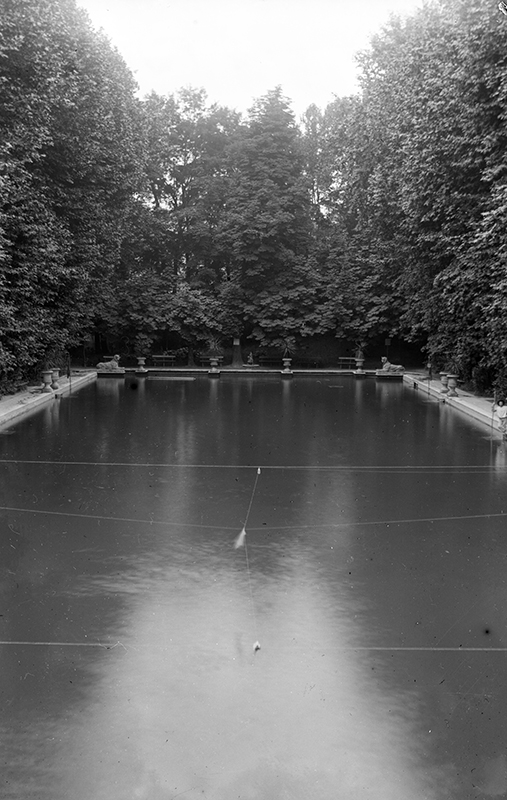
La vasca in una foto di Leone Soldati del 1900 ca.

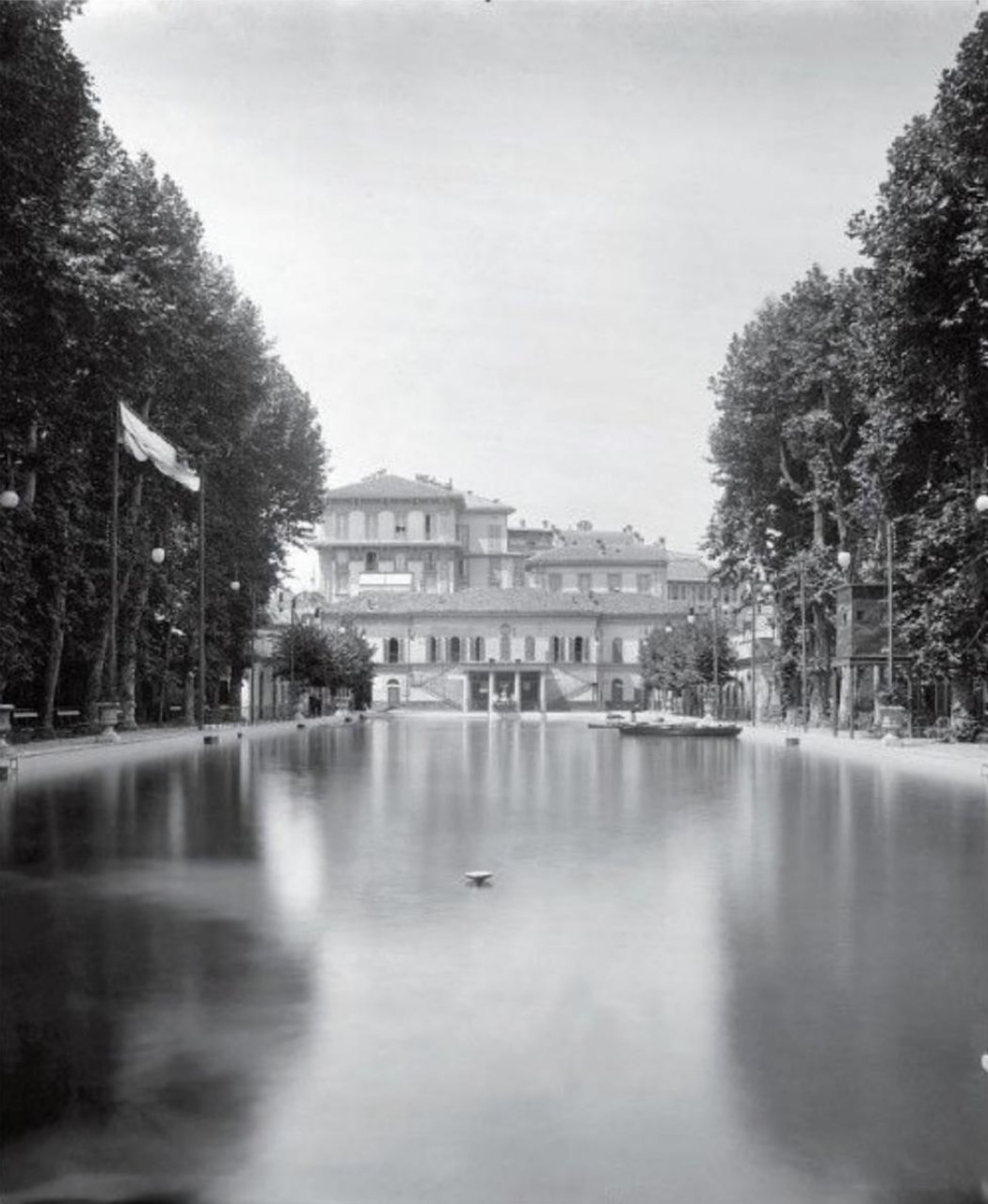
Veduta del Bagno di Diana (fotografia di Emilio Sommariva, 1906).

Il complesso era particolarmente sviluppato e si estendeva sull'isolato compreso fra le attuali viale Piave, via Nino Bixio, Giuseppe Sirtori e Paolo Mascagni; era fornito di vasca lunga 100 metri e larga 25 che si sviluppava parallelamente ai bastioni, lungo l'allora viale Monforte, oggi viale Piave; a uso dei frequentatori erano disponibili ottantaquattro "camerini da bagno", un ampio spazio per divertimenti, spazi per gli esercizi ginnici, sale da bigliardo e da scherma, un ristorante, un caffè e un elegante giardino ornato di pioppi, ippocastani e salici piangenti. Era disponibile anche un tiro al bersaglio o tirassegno composto di 3 corsie per la pistola e 2 per la carabina. Durante l'inverno la grande vasca era utilizzata per il pattinaggio su ghiaccio.
L'acqua che alimentava la piscina del Bagno di Diana era originariamente quella della Gerenzana, roggia privata che prende l'acqua della Martesana prima della confluenza con il Seveso in corrispondenza della via Melchiorre Gioia e la porta fino a Melegnano. La roggia Gerenzana si sviluppa al di sotto della attuale via Tonale, proseguendo all'incirca fino in piazza Lima, da dove si immette sotto via Spallanzani e sotto via Sirtori. Oltre ad alimentare il Bagno di Diana, le sue acque erano storicamente utilizzate anche per riempire gli abbeveratoi dei cavalli della vicina rimessa Sirtori. (Per approfondimenti vedere voce Idrografia di Milano). Con l'andare del tempo, però, gli scarichi a monte di acque poco pulite nel corso della Gerenzana avevano reso quell’acqua inadatta all'alimentazione della vasca da nuoto. In via di esperimento si era tentato per due anni di sostituire alle acque della Gerenzana le acque di sottosuolo, pompate con un apposito impianto a motore elettrico, ma quel sistema non aveva dato prove soddisfacenti dal punto di vista della temperatura troppo bassa dell’acqua, nonostante evidentemente la limpidezza e la purezza ne avevano tratto grandi benefici.

## Curiosità
La sera del 30 maggio 1843 il salone delle feste del Bagno di Diana fu teatro di un grande banchetto che chiuse la cerimonia della posa della pietra auspicale della erigenda Stazione di Milano Porta Tosa; in funzione dal 1846, la stazione permise di collegare Milano con Treviglio come parte della Ferrovia Ferdinandea che dal 1857, sotto il Regno Lombardo-Veneto, unirà Milano con Venezia. Al banchetto sedevano settanta azionisti delle nuova strada ferrata e i massimi promotori del progetto ferroviario.
Nel periodo successivo alle Cinque giornate di Milano il Bagno di Diana e il Lazzaretto, che sorgeva poco distante, erano gli unici luoghi dove fosse permesso il tiro al bersaglio, come stabilito dal decreto dell'11 aprile 1848 del Governo Provvisorio Centrale di Lombardia.
Il Bagno di Diana fu filmato nel 1896 da Giuseppe Filippi per conto dei fratelli Lumière; il breve filmato che li riguarda è il numero 277 del Catalogo Lumière.
Nel 1898 lo scrittore verista Paolo Valera (1850-1926) polemicamente annotava che l'acqua della vasca del Bagno di Diana veniva ricambiata solo una volta alla settimana e scriveva in Milano sconosciuta e Milano moderna: «Quando vi andiamo coll’illusione di rinfrescarci, ci vediamo come circondati dagli occhi del grassume dimenticato dai nuotatori che ci hanno preceduti. Ci pare di essere in un’acqua morta, in un’acqua carica, in un’acqua plumbea, in un’acqua che ci dà, fendendola, le bollicine del liquido untuoso.»